# 由利本荘市 善隣館
由利本荘市由利コミュニティセンター「善隣館」（ゆりほんじょうしゆりコミュニティセンター「ぜんりんかん」）
いろいろな人が思いやりの気持ちを持って自由に過ごせるようにと考えられ、秋田県由利本荘市に1992年（平成4年）9月にオープンし、1階には、市民ホール、談話室、会議室、視聴覚室があり、2階には研修室(和室)、第1和室、第2和室、調理室、展示ホール(2階サロン)などの部屋がある。
障害者用トイレや車椅子対応出入口をバリアフリー化し、2022年（令和4年）12月頃に玄関とラウンジや市民ホールが改築された。